# Leichtathletik-Weltmeisterschaften 2019/Teilnehmer (Republik Moldau)
| Gelbes Symbol für Goldmedaillen mit stilisierten Olympischen Ringen | Graues Symbol für Silbermedaillen mit stilisierten Olympischen Ringen | Braundes Symbol für Bronzemedaillen mit stilisierten Olympischen Ringen |
| ------------------------------------------------------------------- | --------------------------------------------------------------------- | ----------------------------------------------------------------------- |
| —                                                                   | —                                                                     | —                                                                       |

Der Leichtathletikverband von Republik Moldau nahm an den Leichtathletik-Weltmeisterschaften 2019 in Doha teil. Vier Athletinnen und Athleten wurden vom Verband der Republik Moldau nominiert.

## Ergebnisse

### Frauen

#### Sprung/Wurf
| Athletin            | Disziplin   | Qualifikation | Qualifikation | Finale     | Finale |
| Athletin            | Disziplin   | Weite/Höhe    | Platz         | Weite/Höhe | Platz  |
| ------------------- | ----------- | ------------- | ------------- | ---------- | ------ |
| Dimitriana Surdu    | Kugelstoßen | 18,71 m SB    | 05            | 17,64 m    | 12     |
| Alexandra Emilianov | Diskuswurf  | 52,05 m       | 28            | DNQ        | DNQ    |
| Zalina Petrivskaia  | Hammerwurf  | 73,40 m       | 02            | 74,33 m    | 04     |

### Männer

#### Sprung/Wurf
| Athlet           | Disziplin  | Qualifikation | Qualifikation | Finale     | Finale |
| Athlet           | Disziplin  | Weite/Höhe    | Platz         | Weite/Höhe | Platz  |
| ---------------- | ---------- | ------------- | ------------- | ---------- | ------ |
| Serghei Marghiev | Hammerwurf | 74,28 m       | 16            | DNQ        | DNQ    |